# 咸阳古渡
咸阳古渡位于中国陕西省咸阳市渭城区渭河北岸，咸阳旧城东南，为连接渭河两岸的水上交通要道，始于秦代，古长安由此通往西北西南，有“秦中第一渡”之称，关中八景之一。但随着咸阳桥、秦都桥和渭城桥等现代公路、铁路桥的建设，现仅在窑店镇东龙村尚存有原始渡口。市区内则存有东西长230米，南北宽7至10米的明代遗址区，东西分别至清渭楼（现已重建）和张飞庙，南北分别至咸阳湖和渭阳东路，为2002年修筑渭河河堤时发现，存石砌台阶、码头及铁环、铁柱等拴船工具遗迹，及明王九思所撰“咸阳县新修河岸之记”碑。